# 15007 Edoardopozio
15007 Edoardopozio è un asteroide della fascia principale. Scoperto nel 1998, presenta un'orbita caratterizzata da un semiasse maggiore pari a 2,5778969 UA e da un'eccentricità di 0,1780291, inclinata di 9,16784° rispetto all'eclittica.